# 니콜라이 폰 에센
니콜라이 폰 에센(러시아어: Николай Оттович фон Эссен, 독일어: Nikolai Ottowitsch von Essen, 1860년 12월 11일 - 1915년 5월 7일)은 러시아 제국의 해군 군인이다. 러일 전쟁 때에는 유능한 함장으로 활약했고, 제1차 세계 대전 때에는 발트 함대 사령관을 역임했다.

## 생애
니콜라이 폰 에센은 1860년 상트페테르부르크에서 태어났다. 그의 가문은 200년을 이어 온 발트 독일인 선원으로 조상 중 7명이 성 게오르기 훈장을 수여받았다. 1880년에 해군 학교를, 1886년에 해군사관학교를 졸업했다. 흑해 함대 근무를 거쳐 극동 함대에 배속된다. 가장 먼저 함장을 맡은 것은 1897년에 지휘한 어뢰정 제120호였다. 그 후, 항양 포함 그레미야시치, 증기선 슬라뱐카의 함장을 역임했다.

### 러일 전쟁
1904년 2월 러일 전쟁이 발발했을 때, 그는 뤼순에 있는 방호순양함 노비크의 함장을 맡고 있었다. 에센은 이 전쟁에서 함장으로서 뛰어난 능력과 용기를 발휘한다.
극동 함대 사령관 스테판 마카로프의 직명으로 전임자가 무능하다고 판단된 전함 세바스토폴의 지휘를 계승한다. 황해 해전에 참여하지만 패배를 당하면서 결국 뤼순 항으로 귀항했고 일본군에게 포위를 당한다. 203 고지가 함락된 후 뤼순 항에서 러시아 함대는 일본군 화포의 사격을 받아 대부분의 군함이 침몰했다. 세바스토폴도 5발을 명중당했지만 에센은 포격이 미치지 않는 항구 밖으로 군함을 이동시켰다. 이에 대해 일본 함대는 어뢰정으로 공격을 가했다. 발사된 어뢰는 총 124발에 달했으며, 세바스토폴은 손상되어 좌초되었지만, 어뢰정 2척을 격침시키고, 6척을 손상시켰다. 1905년 1월 2일 뤼순이 함락되었기 때문에 에센은 세바스토폴을 앞바다까지 이동시켜 자침시킨 후 일본군의 포로가 되었다.

### 해군 개혁
전후 1906년에 장갑순양함 류리크의 함장으로 부임한다. 영국 비커스 사에서 건조한 류리크는 당시의 장갑순양함 중에서도 가장 중장갑에, 가장 많은 주포를 갖추고 있었지만, 속도는 21.4노트로 낮은 것이 단점이었다. 이 함은 발틱 함대의 기함이 된다. 1908년 준장으로 승진하고, 이듬해 발틱 함대 사령관으로 임명된다. 1913년 중장으로 승진한다.
에센 등 러시아 해군의 젊은 장교들은 러일 전쟁의 비참한 패배와 흑해 함대의 수병 반란을 반성하고 개혁에 착수한다. 1907년에 책정된 건함 계획은 그의 노력에도 불구하고 매우 완만하게 진행되었기 때문에, 그것을 보완하기 위해 1912년부터 1916년까지 새로운 건함과 개혁 법안을 작성하여 제출하였고, 의회에서 가결되었다. 그는 새로운 전법과 통신 기술을 익힌 장교를 등용하고 또한 잠수함과 항공모함의 유용성을 일찍부터 주목했다. 해군 현대화를 위해 크론시타트 해군사관학교를 설립하고, 기술과 전술뿐만 아니라 사기를 유지하기 위해 선원의 대우를 배려할 것을 강조했다. 또한 외양에서의 공세를 중시했고, 함대를 핀란드 만에 가두지 않는 전략을 지향했다.

### 제1차 세계 대전
1914년 제1차 세계 대전이 발발하자, 에센이 이끄는 발트 함대는 러시아 해군에서 가장 전쟁 준비가 잘 되어 있었고, 공세가 가능한 상태에 있었다. 헬싱키에 사령부를 둔 그의 함대는 전함 4척, 장갑 순양함 5척, 경순양함 6척, 어뢰정 62척, 잠수함 12척으로 이루어져 있었다. 그러나 그의 상관이었던 해당 지역 페트로그라드의 방어를 담당하는 제6군 사령관 콘스탄틴 팬데르 함대 장군은 공세를 허용하지 않고 방어적인 전략을 취했다. 이러한 전략을 통해 그의 함대는 리바우 군항으로 올라가고, 주력을 핀란드만에 가두고, 노후한 함정만을 리가 만에 두는 것을 겪었다.
그래도 전쟁 시작 초기에는 에센이 주도권을 쥐고 있었기 때문에 8월 9일에 출격하여 고틀란드섬에 있는 스웨덴 함대를 선제공격하려고 했다. 그러나 스웨덴의 참전과 독일의 동부 전선에서의 대공세를 우려했던 상관으로부터 귀환을 명령받았다. 1914년 8월 29일 에센은 장갑순양함 류리크와 팔라다를 출격시켜 통상파괴전을 실행했다. 성과는 얻지 못했지만, 러시아 해군의 사기를 유지하는데 매우 큰 도움이 되었다.

## 최후
1915년 5월 20일 폐렴에 걸린 에센은 탈린에서 급사하여 페테르부르크에 묻혔다. 아내 마리아와 사이에 2남 1녀를 두었다. 아들 안톤은 602형 잠수함 AG-14 승무원으로 1917년 10월 24일에 전사했다. 두 딸은 해군 장교와 결혼했다.
러시아 내전 동안 백군은 페테르부르크 전선에서 활동하는 장갑 열차 중 하나를 ‘에센 제독’으로 명명했다.